# Grafschaft Fürstenberg (Havel)

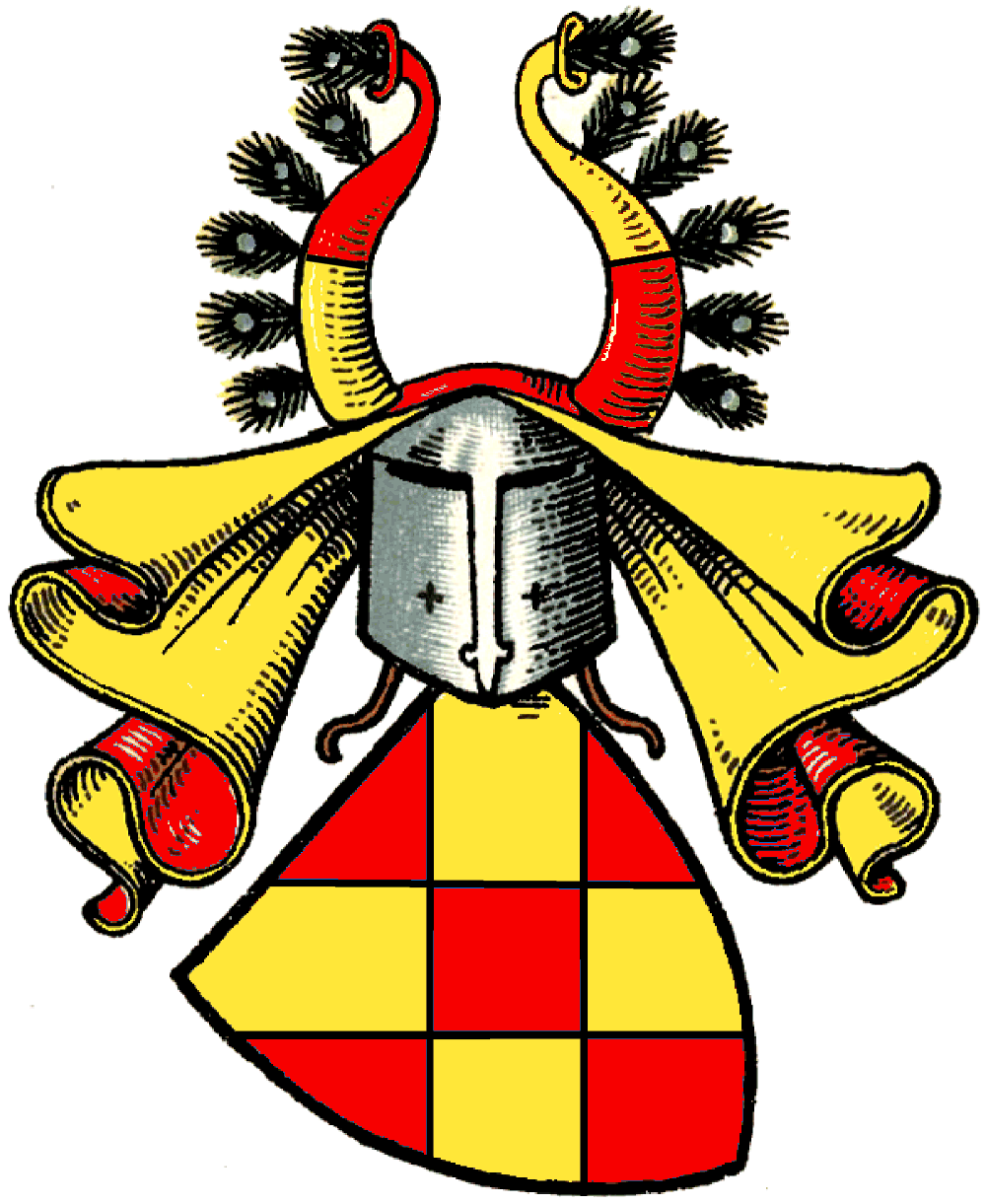
Wappen der Grafen von Fürstenberg, Tingierung nach Bagmihl

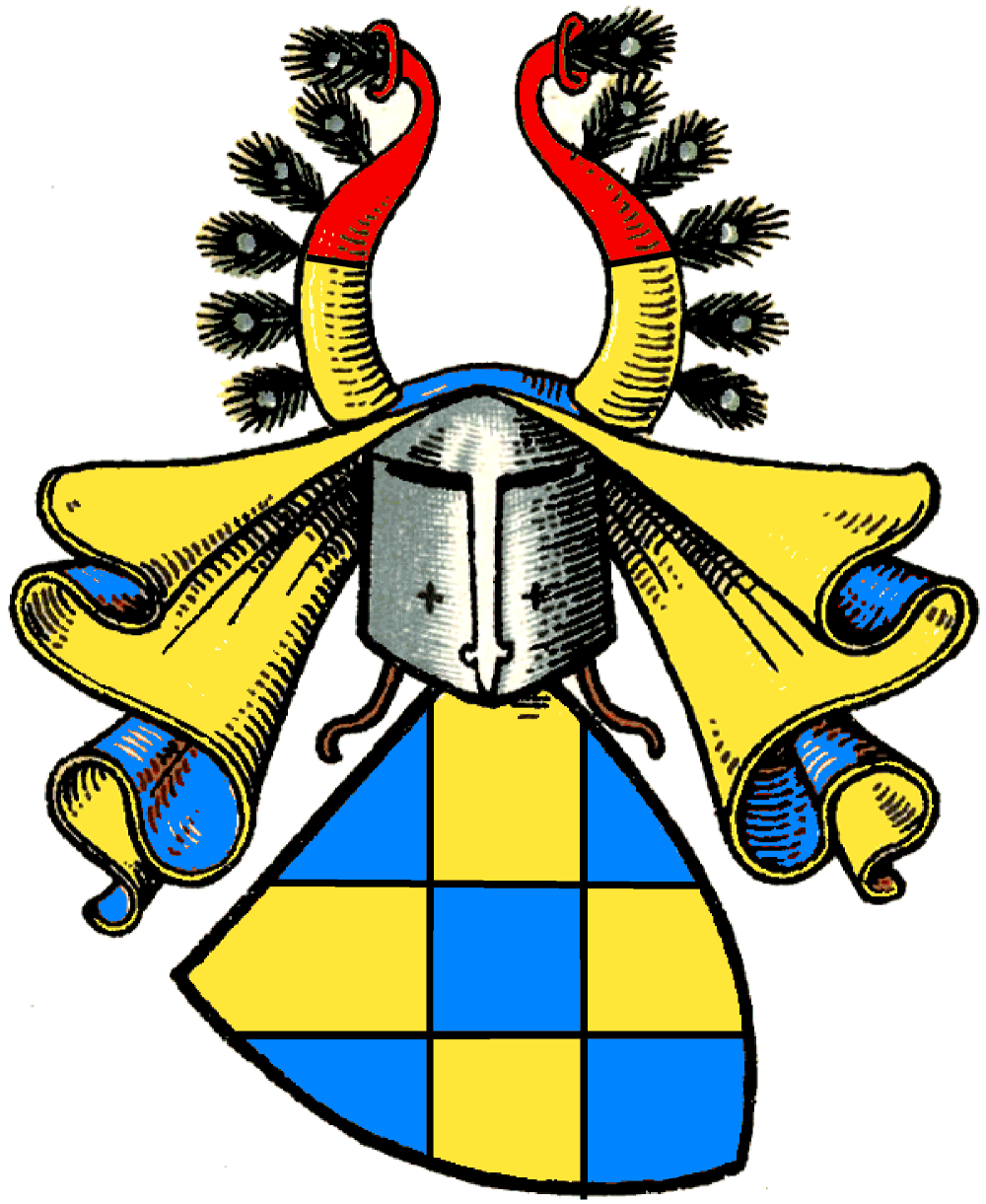
Wappen der Grafen von Fürstenberg, Tingierung nach Mülverstedt

Die Grafschaft Fürstenberg existierte von 1348 bis 1363 in Mecklenburg im Bereich der Städte Fürstenberg und Strelitz an der Grenze zur Mark Brandenburg.
Es besteht keine Verbindung zu den schwäbischen Grafen von Fürstenberg oder den westfälischen Grafen von Fürstenberg.

## Geschichte
Die Stadt Fürstenberg kam 1348 mit dem Fürstenberger Werder in die Hände der Herzöge von Mecklenburg und wurde dessen Hauptort. Diese belehnten Otto und Ulrich von Dewitz mit den Ämtern Fürstenberg/Havel und Strelitz. Als König Karl IV. in demselben Jahr die Herrschaft Mecklenburg zum Reichslehen erhob, wurden Otto und Ulrich vom Kaiser mit dem Titel Grafen von Fürstenberg („greve tho Vorstenberghe“) in den Grafenstand erhoben. Die Gebrüder Dewitz schlossen Strelitz, mit dem sie bereits 1328 als Erzieher und Berater von Heinrich II. belehnt worden waren, der neugegründeten Grafschaft an und verliehen dem Ort am 4. Dezember 1349 das Stadtrecht. Da die Herren von Dewitz in den Rügischen Erbfolgekriegen den Herzögen von Pommern im Kampf gegen Mecklenburg beistanden, wurden ihre mecklenburgischen Lehen eingezogen. Die gräfliche Würde wurde erst im Jahr 1363 nach der Ansiedlung in Pommern abgelegt.
Fürstenberg wurde Landstadt in Mecklenburg und als solche Teil der Städte im Stargardschen Kreis, die bis 1918 auf mecklenburgischen Landtagen der 1523 vereinten Stände vertreten waren.

## Wappen
Das Wappen ist von Blau und Gold dreimal gerautet oder schräg geschacht (ausgespartes Andreaskreuz?). Auf dem Helm mit blau-goldenen Helmdecken  zwei von Rot über Gold geteilte Büffelhörner, außen mit je vier (oder sieben) Pfauenfedern besteckt.
Die Blasonierung im pommerschen Wappenbuch: In Rot vier goldene Rauten. Auf dem Helm mit rot-goldenen Decken zwei von Rot und Gold übereck geteilte an der Außenseite mit vier Pfauenfedern besteckte Hörner.
Über die Quelle der unterschiedlichen Tingierungen schweigen die Autoren.

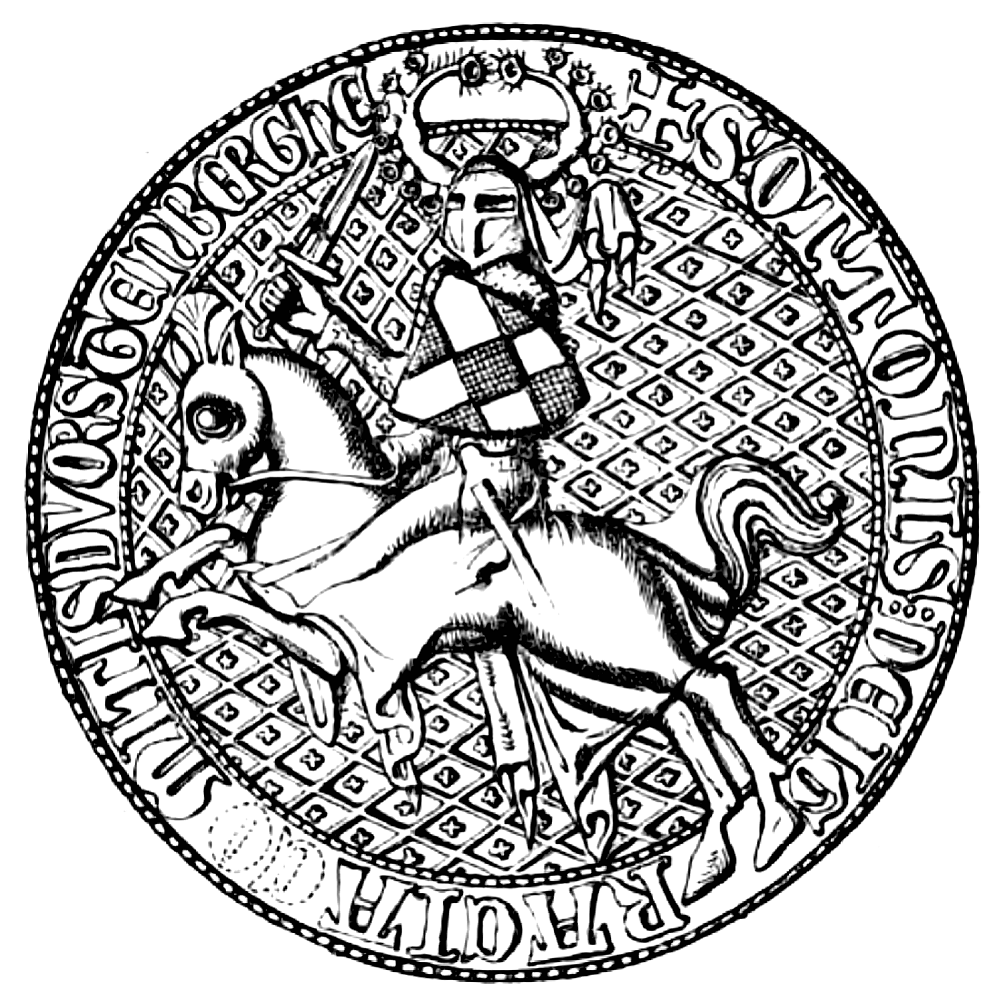
Reitersiegel des Otto von Dewitz als Graf von Fürstenberg, 1349
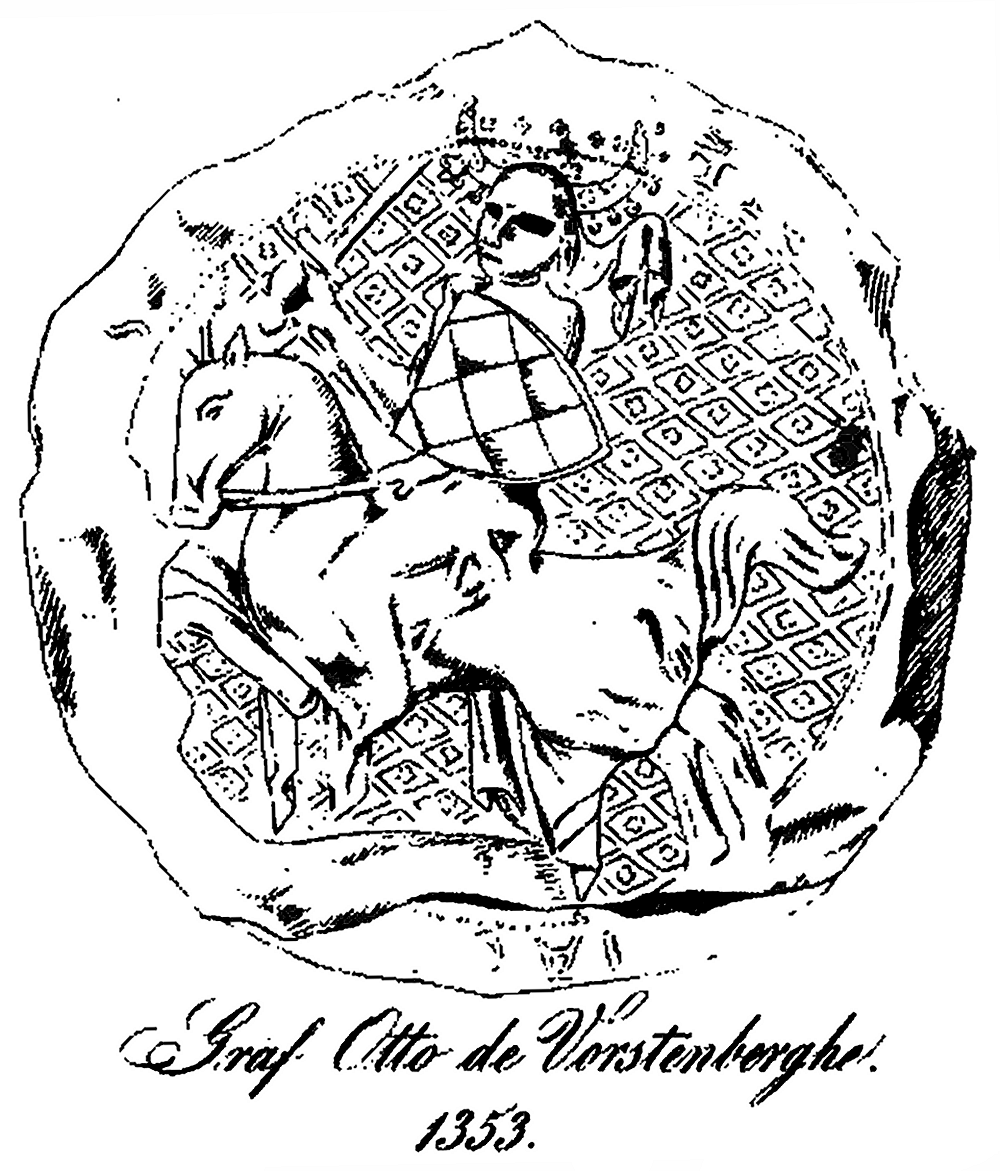
Siegel des Grafen Otto von Fürstenberg, 1353
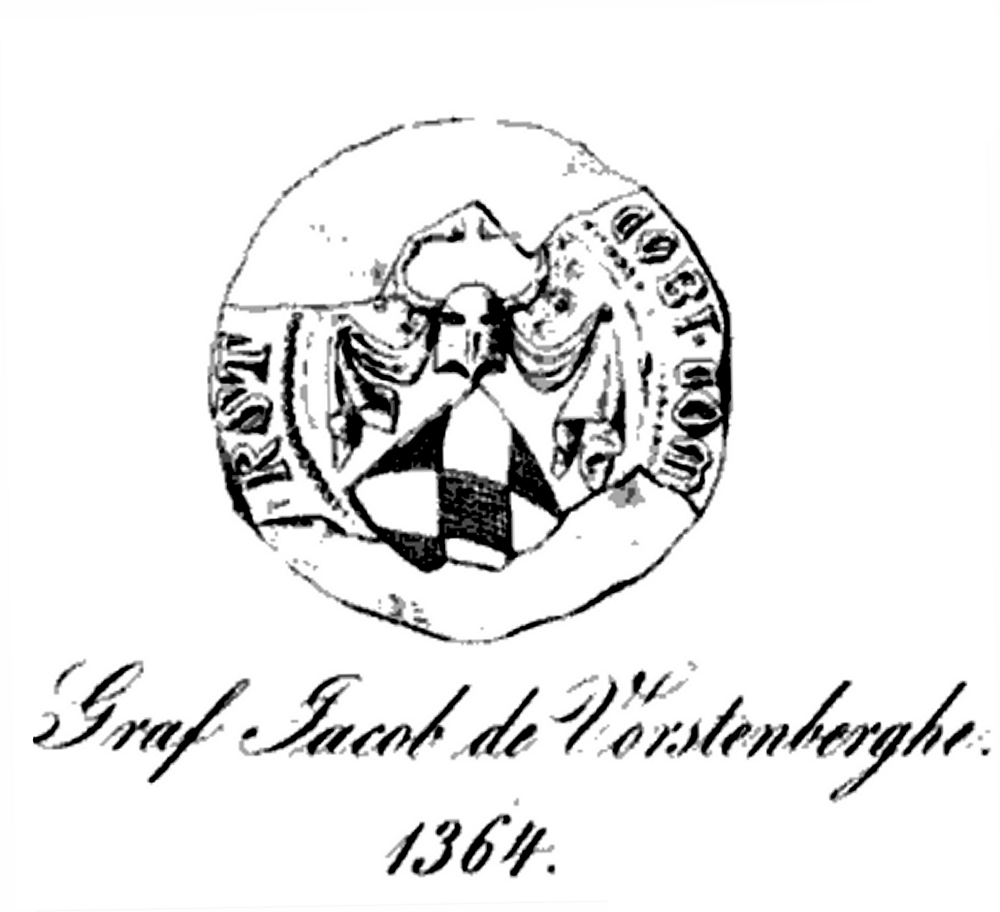
Siegel des Grafen Jacob von Fürstenberg, 1364
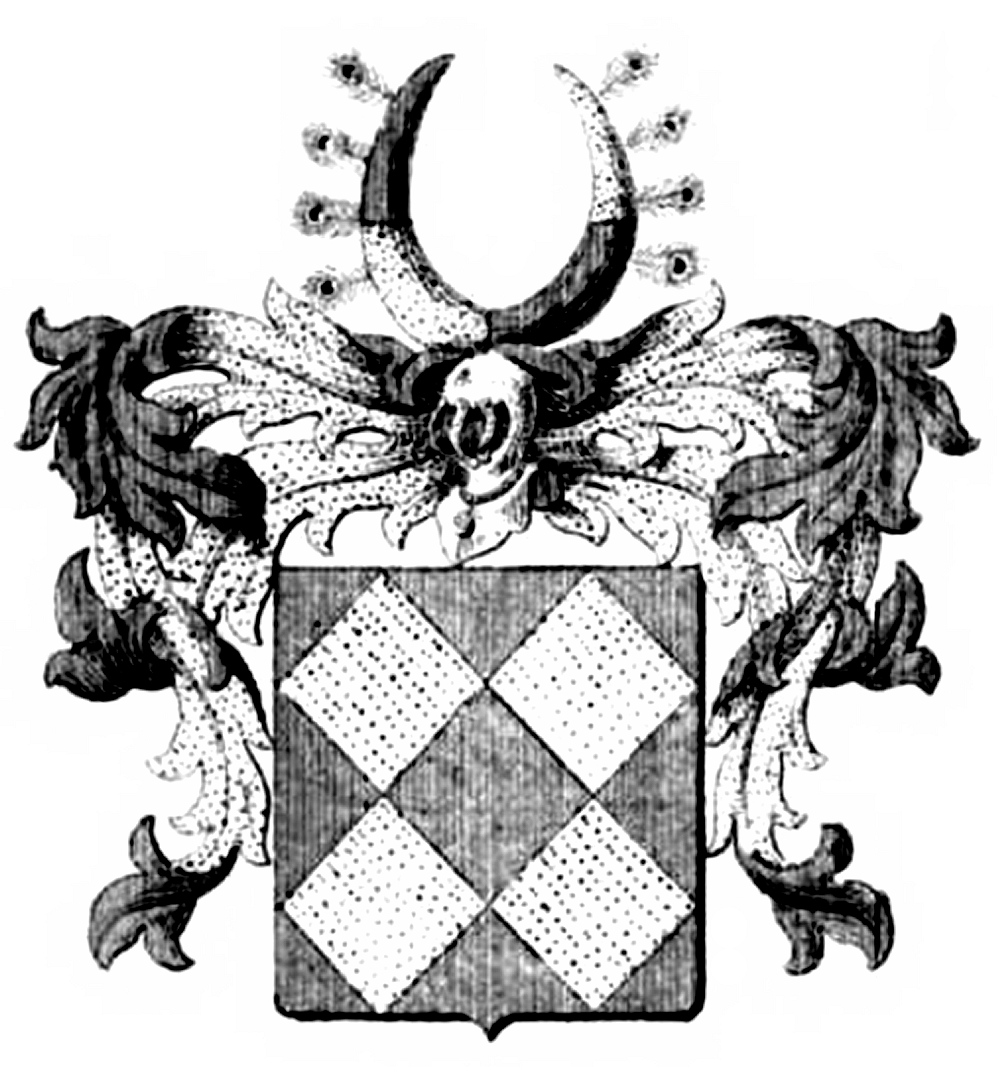
Wappen der Grafen von Fürstenberg im pommerschen Wappenbuch, 1843
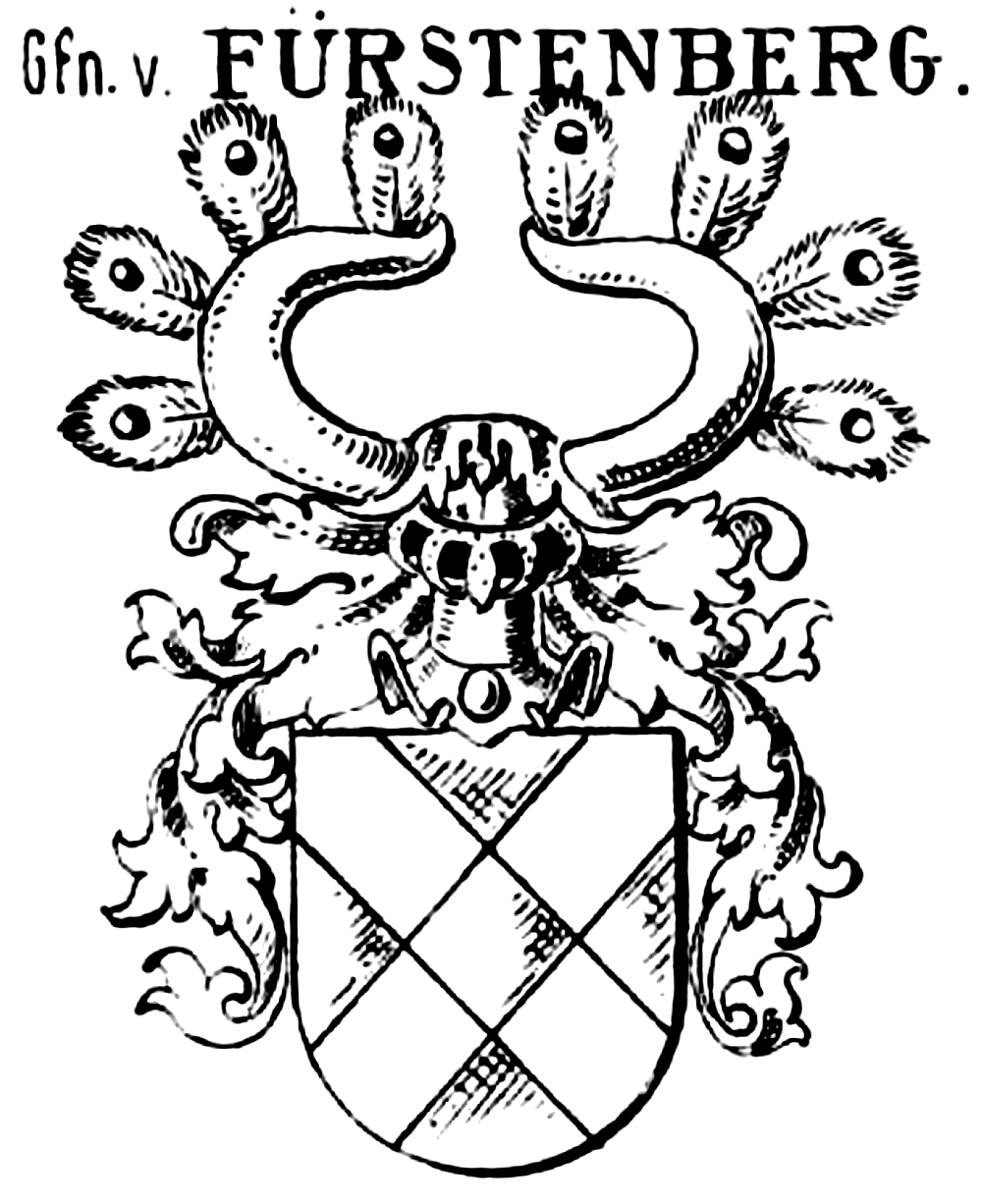
Wappen der Grafen von Fürstenberg in Siemachers Wappenbuch, 1902